# خبرگزاری کاتالان
خبرگزاری کاتالان (Corporació Catalana de Mitjans Audiovisuals) شرکت رسانه‌ای اسپانیایی است، که در سال ۱۹۹۹ تأسیس شد.